# Клод Теодор Декан
Генерал Клод Теодор Декаен (народився 30 вересня 1811 в Утрехті — помер 17 серпня 1870 в Мец) був французьким військовим командиром. Він навчався у військовій школі в 1827 році, став 2-м лейтенантом у 1829 році та служив у французькій кампанії в Африці протягом 1830 та 1831 років. У 1838 році він став лейтенантом, а в 1849 році капітаном. Він служив ад'ютантом штабу 7-го батальйону шасерів у 1840 році.
Декаен отримав звання кавалера Ордена Почесного легіону 22 квітня 1847 року. 6 травня 1850 року його було призначено командиром батальйону 62-го лінійного полку, а 24 грудня 1851 року йому було доручено командування першим батальйоном шасерів. Він перебував в Алжирі з 1852 по 1854 рік.
У 1853 році він став підполковником 11-го легкого та 86-го лінійного полків. Його відправили до Севастополя, де він став полковником 7-го лінійного полку. 22 вересня 1855 року йому було присвоєно звання бригадного генерала. Він отримав командування 2-ю бригадою 1-ї піхотної дивізії 1-го корпусу Східної армії, а 7 лютого 1858 року він прийняв командування піхотною бригадою Імператорської гвардії.
Повернувшись до Франції, він вирушив до Італії на чолі 2-ї бригади 2-ї дивізії Імператорської гвардії. Наступного дня після битви при Мадженті він був підвищений до звання генерала дивізії та прийняв командування 2-ю дивізією 2-го корпусу, замінивши генерала Еспінасса, який загинув у бою.
Під час Французько-прусської війни 1870 року Декаен був смертельно поранений під час битви при Борні-Коломбеї і помер через три дні.

## Спадщина
- Вулиця Клода-Декаена в 12-му окрузі Парижа віддає йому шану з 1877 року.
- Казарми в Кані були названі на його честь (казарми 43-го артилерійського полку), але зараз їх вже немає.
- Громадський сад Клода Декаена був розбитий на початку 2000-х років на частині землі, звільненої армією. Його ім'я також, неофіційно, передано району, побудованому на залишках військового містечка, який називається "житловий район генерала Клода Декаена".